# 아트 오브 시크릿
《아트 오브 시크릿》(Perder Es Cuestion De Metodo, Art Of Losing: Losing Is A Question Of Method)은 콜롬비아에서 제작된 세르지오 카브레라 감독의 2004년 스릴러 영화이다. 다니엘 기메네즈 카쵸 등이 주연으로 출연하였고 제라르도 헤르레로 등이 제작에 참여하였다.

## 출연

### 주연
- 다니엘 기메네즈 카쵸
- 마르티나 가르시아
- 빅터 멜라리노

### 조연
- 자이로 카마르고
- 구스타보 앤가리타

## 기타
- Ass-PD: 벤 오델